# Krav Contact
Le Krav-Contact est un art martial israélien au même titre que le Krav Maga.
Le Krav-Contact a été élaboré à l'intention des femmes, afin qu'elles puissent se défendre face aux diverses agressions de la vie courante. Le Krav-Contact utilise à peu de chose près les mêmes techniques et les mêmes principes que le Krav maga, mais se veut adapté à la morphologie et la vie des femmes.